# Kozlov (Žďár nad Sázavou-i járás)
Kozlov település Csehországban, a Žďár nad Sázavou-i járásban. Kozlov Martinice, Dobrá Voda, Velké Meziříčí, Vídeň, Sviny és Křižanov településekkel határos. Lakosainak száma 190 fő (2024. január 1.).

## Népesség
A település lakosságának változását az alábbi diagram mutatja:
| Lakosok száma | 120  | 135  | 133  | 156  | 241  | 230  | 192  | 196  | 189  | 190  |
|               | 1869 | 1890 | 1921 | 1950 | 1980 | 2001 | 2017 | 2019 | 2022 | 2024 |